# 讷维尔-大学站
讷维尔-大学站（法語：Gare de Neuville-Université），是法国的一个铁路车站，位于瓦兹河谷省瓦兹河畔讷维尔。属于第五收费区（法語：Zone 5）。本站每天白天10分钟一班列车，夜间20分钟一班列车。

## 位置
本站位于瓦兹河畔纳维尔，是一个属于大区快铁A线A3支线和巴黎圣拉扎尔线的一座车站，开通于1994年8月29日。本站同时服务于埃拉尼。